# Thomas Fritsch (aktor)
Thomas Fritsch (ur. 16 stycznia 1944 w Dreźnie, zm. 21 kwietnia 2021 w Monachium) – niemiecki aktor filmowy, telewizyjny, teatralny, dubbingowy, piosenkarz. Syn aktora Willy’ego Fritscha. Wyróżniony nagrodą Bambi (1963).

## Kariera
Thomas Fritsch jest synem aktora Willy’ego Fritscha (1901–1973) i tancerki Dinah Grace (1917–1963). Po zakończeniu II wojny światowej rodzina Fritschów uciekła do Hamburga, gdzie Thomas uczył się pod okiem Eduarda Marksa na Akademii Muzycznej i Teatralnej, a także uczył się śpiewu i baletu. Na deskach teatru zadebiutował w 1963 roku w Stadttheater Heidelberg, a w 1965 roku przeniósł się do Kleinen Theater am Zoo we Frankfurcie.
Na wielkim ekranie zadebiutował w 1960 roku w filmie pt. Das gibt’s nur zweimal. Grał również w filmach m.in. Julio, jesteś czarująca, Das schwarz-weiß-rote Himmelbett, Das große Liebesspiel, Der letzte Ritt nach Santa Cruz. W 1964 roku zagrał wraz ze swoim ojcem – Wiillym Fritscha w filmie pt. Das hab ich von Papa gelernt. Potem grał epizodyczne role w filmach w serialach m.in. Der Kommissar, Derrick i Doktor z alpejskiej wioski. W 2005 roku zagrał jedną z głównych ról w filmie pt. Zakochana księżniczka, gdzie wcielił się w postać króla Luxensteinu, ojca tytułowej bohaterki, a w latach 2008–2010 grał w serialu pt. Moja wspaniała rodzina, gdzie kreował postać Petera Egelmanna.
Jednak największą popularność zyskał jako aktor dubbingowy, gdzie podkładał głosy w filmach fabularnych i animowanych oraz w serialach m.in.: Trzej muszkieterowie (Kardynał Richelieu), Pomoc domowa (Maxwell Sheffield), Król lew (Skaza), Dr. Dolittle (Pies Lucky), Gladiator (Maximus), seria filmów o Harrym Potterze (Pan Ollivander), Epoka lodowcowa (Diego), Gdzie jest Nemo? (Niels), Opowieści z Narnii (Aslan) oraz Asterix na olimpiadzie (Juliusz Cezar).

## Życie prywatne
Thomas Fritsch do śmierci mieszkał w Monachium oraz na greckiej wyspie Mykonos. Był aktywnie zaangażowany w pomoc charytatywną zwierząt.

## Filmografia

### Aktor
| - 1960: Das gibt’s nur zweimal - 1962: Julio, jesteś czarująca – Roger - 1962: Das schwarz–weiß–rote Himmelbett – Jean (17 lat) - 1963: Das große Liebesspiel – Schüler - 1963: Der letzte Ritt nach Santa Cruz – Carlos - 1964: Das hab ich von Papa gelernt – Andreas Andermann - 1964: Heiß weht der Wind – Chris Harper - 1965: Chata wuja Toma – George Shelby - 1965: Die schwedische Jungfrau - 1965: 2 x 2 im Himmelbett - 1968: Epiheirisis Apollon – Książę Jan - 1970–1975: Der Kommissar – - Teekanne (2 odc.86), - Hans Reese (odc. 15) - 1972: Die Pfarrhauskomödie – Wagabunda - 1974: Drei Männer im Schnee – Boris Dorfmeister - 1974–1989: Derrick – - Harald Rohn (odc. 6), - Alfons Ullmann (odc. 42), - Martin Elsner (odc. 64), - dr Schwede (odc. 141), - Erich Bronner (odc. 150), - Albert Rolfs (odc. 186) - 1977: Griechische Feigen – Cameo | - 1977: Drei sind einer zu viel – Benedikt Kreuzer - 1977: Café Hungaria – Szügyi Kálmán (odc. 9) - 1980: Teegebäck und Platzpatronen – Richard Collins - 1987–1996: Sprawa dla dwóch – - Christian Berger (odc. 47), - Harald Matthias (odc. 142) - 1989: Rivalen der Rennbahn – Christian Adler - 1995: Doktor z alpejskiej wioski – David Schultheisz - 1997–2004: Rosamunde Pilcher – - Garry Chalk (odc. 18) - Paul Shaker (odc. 52) - Ian Adams (odc. 103) - 2000–2003: Nasz Charly – dr Christian Günter - 2003: Pfarrer Braun – artysta Wigbert Münzing - 2004: Zabijaka Wixxer – książę Cockwood - 2004: Wenecka serenada – prof. MacCormick - 2004–2008: Hallo Robbie! – Knut Hansen - 2005: Zakochana księżniczka – Król Luxensteinu - 2006: Mój przyjaciel Charlie – Rasmus - 2006–2007: Die ProSieben Märchenstunde – narrator - 2008–2010: Moja wspaniała rodzina – Peter Engelmann - 2008: Tajemnica potwora z Loch Ness – Merlin - 2010: Tajemnica potwora z Loch Ness 2 – Merlin | – |  |  | – |

### Dubbing
| - 1993: Trzej muszkieterowie – kardynał Richelieu - 1993–1999: Pomoc domowa – Maxwell Sheffield - 1994: Król lew – Skaza - 1994–1996: Gargoyles – Goliath - 1995: Dym – Paul Benjamin - 1995: Szklana pułapka 3 – Simon Peter Gruber - 1995: Balto – Steele - 1995–1996: Mega Man – Pharao Man - 1996: Michael Collins – Frank Quinlan - 1996: Sztorm – Christopher Sheldon - 1997: Titanic – Brock Lovett - 1997: Piękna i Bestia. Zaczarowane święta – Forte - 1998: Zagubieni w kosmosie – prof. John Robinson - 1998: Dr. Dolittle – pies Lucky - 1998: Księga dżungli. Opowieść Mowgliego – Shere Khan - 1999: Droga do Białego Domu – William Blake Pellarin - 1999: Król lew II: Czas Simby – Skaza - 1999: Rudolf czerwononosy renifer – Zgrywus - 1999–2001: Przygody Kuby Guzika – maszynista Lucek - 2000: Gladiator – Maximus - 2000: Lochy i smoki – Profion - 2000: Ratunku, jestem rybką! – Joe - 2000: Heavy Metal 2000 – Tyler - 2001: Czas apokalipsy – Colonel Walter E. Kurtz - 2001: Harry Potter i Kamień Filozoficzny – pan Ollivander - 2001: Zakochany kundel II: Przygody Chapsa – Buster - 2002: Planeta skarbów – dr Delbert Doppler - 2002: Narzeczona dla kota – Król Kotów - 2002: Epoka lodowcowa – Diego - 2003: Przepowiednia żab – kapitan Ferdynard - 2003: Gdzie jest Nemo? – Nigel - 2003: South Park – Steven Spielberg - 2003: Pan i władca: Na krańcu świata – Jack Aubrey - 2003: Władca Pierścieni: Powrót króla – Rzecznik Saurona - 2004: Opowieść z życia lwów – Eddie - 2004: Lemony Snicket: Seria niefortunnych zdarzeń – Lemony Snicket - 2005: Steamboy – Jeames Lloyd Steam - 2005: Diukowie Hazzardu – Jefferson Davis „Boss“ Hogg - 2005: Królestwo niebieskie – Tiberias - 2005: Gnijąca panna młoda Tima Burtona – Bonejangles - 2005: Roboty – Jacek Młot - 2005: Opowieści z Narnii: Lew, czarownica i stara szafa – Aslan - 2006: Epoka lodowcowa 2: Odwilż – Diego - 2006: Battlestar Galactica – William Adama - 2006: Kopia mistrza – Ludwig van Beethoven | - 2006: Bambi II – Wielki Książę - 2006: Eragon – Brom - 2007: Mr. Brooks – Marshall - 2007: Na fali – Big Z’ / Dziwak - 2007: 3:10 do Yumy – Ben Wade - 2007: Dungeon Siege: W imię króla – Król Konreid - 2008: The Yellow Handkerchief – Brett Hanson - 2008: Incredible Hulk – generał Thaddeus „Thunderbolt” Ross - 2008: Asterix na olimpiadzie – Juliusz Cezar - 2008: N24–Dokumentation „Der König der Bären“ – narrator - 2008: N24–Dokumentation „Astronauten aus dem All: Eine Spurensuche“ – narrator - 2008: N24–Dokumentation „Ramses der Dritte – Tod im Harem“ – narrator - 2008: N24–Dokumentation „Ein Ferrari entsteht“ – narrator - 2008: Kudłaty zaprzęg – Talon - 2008: Kung Fu Panda – Tai Lung - 2008: Mroczny Rycerz – Detektyw Stephens - 2008: Sacred 2: Fallen Angel (gra wideo) – Wojownik Cienia - 2008: Opowieści z Narnii: Książę Kaspian – Aslan - 2009: Epoka lodowcowa 3: Era dinozaurów – Diego - 2009: Ostatnia partia – Profesor Will Esterhuyse - 2009: Risen (gra wideo) – inkwizytor Mendoza - 2009: Saga „Zmierzch”: Księżyc w nowiu – Marcus - 2010: Żółwik Sammy – narrator - 2010: Safari – lew Sokrates - 2010: N24–Dokumentation „Die Hubschrauberfabrik“ – narrator - 2010: Harry Potter i Insygnia Śmierci: Część I – pan Ollivander - 2010: Opowieści z Narnii: Podróż Wędrowca do Świtu – Aslan - 2011: Heca w zoo – Goryl Bernie - 2011: Chciwość – John Tuld - 2011: Harry Potter i Insygnia Śmierci: Część II – Pan Ollivander - 2011: Mój przyjaciel delfin – Reed Haskett - 2011–2013: Rodzina Borgiów – papież Aleksander VI - 2012: African Cats – narrator - 2012: Diablo III – Barbarzyńca - 2012: Epoka lodowcowa 4: Wędrówka kontynentów – Diego - 2012: Grimm – narrator (czołówka) - 2012: Między wierszami – Starszy mężczyzna - 2013: Nocny pociąg do Lizbony – Raimund Gregorius - 2013: Agenci – Papi Greco - 2013: Piękne istoty – Macon Ravenwood - 2015: Mara und der Feuerbringer – Przynosiciel ognia - 2016: Batman v Superman: Świt sprawiedliwości – Alfred Pennyworth - 2016: Epoka lodowcowa 5: Mocne uderzenie – Diego - 2017: Liga Sprawiedliwości – Alfred Pennyworth - 2018: Kuba Guzik – narrator - 2020: Kuba Guzik i dzika trzynastka – narrator | – |

### Live-Shows
- 2004: Przygody Trzech Detektywów – narrator

## Dyskografia
| - 1960: Das gibt's doch zweimal - 1964: Das hab ich von Papa gelernt - 1965: Allein und doch nicht allein - 1967: Mit Thomas Fritsch im Mondschein - 1968: Mädchen wie Samt und Seide LP (EMI) - 1980: Erzähl mir was (Märchen) - 2002: Die Drei ??? - 2006: Das Weihnachtspony - 1964: Heimliche Romanzen - 1963: Wenn der Mondschein nicht so romantisch wär/Yokohama-Baby - 1964: Geschichten eines Twen/Warum bleibst du nicht (Polydor) - 1964: Rosie/Traurige Augen (Polydor) | - 1965: Ich geb' dein Herz wieder frei/Heimliche Romanzen (Polydor) - 1965: Das hab ich so gerne an dir/Das kann uns keiner nehmen - 1965: Schau mich bitte nicht so traurig an/Mr. Dreammaker - 1966: Wenn aus Freundschaft Liebe wird/Meine Melodie - 1966: Ich hab' mich so darauf gefreut/Allein und doch nicht allein - 1967: Verliebt muss man sein/Es ist gar nicht so leicht, erwachsen zu sein - 1967: Einmal im Leben/Wenn Wunder geschehen - 1968: 21 wird Susann/Verzeih den Fehler - 1968: Sei mal treu/Ruf mich an (Columbia) - 1969: Ich träum' heut Nacht von dir/Du bist zu jung - 1970: Fieberhaft/Sag der Babette, daß ich sie liebe - 1971 Der Draht in der Sonne z Glen Campbell |

## Nagrody
- 1963: Bambi
- 1963: Ernst-Lubitsch-Preis
- 1964: Bravo Otto (Złoty)
- 1965: Bravo Otto (Srebrny)
- 1966: Bravo Otto (Brązowy)
- 1977: Bravo Otto (Brązowy)
- 2002: Deutscher Preis für Synchron